# Nuci
Nuci es una comuna y pueblo de Rumania ubicada en el distrito de Ilfov.

## Demografía
Según el censo de 2011, tiene 3098 habitantes, mientras que en el censo de 2002 tenía 3141 habitantes. La mayoría de la población es de etnia rumana (95,67 %), con una minoría de gitanos (2,13 %).
La mayoría de los habitantes son cristianos de la Iglesia Ortodoxa Rumana (95,61 %), con una minoría de adventistas del Séptimo Día (1,87 %).
En la comuna hay cinco pueblos (población en 2011):
- Nuci (pueblo), 616 habitantes;
- Balta Neagră, 283 habitantes;
- Merii Petchii, 1010 habitantes;
- Micșuneștii Mari, 738 habitantes;
- Micșunești-Moară, 451 habitantes.

## Geografía
Se ubica en la esquina nororiental del distrito.